# Puerulus sewelli
Puerulus sewelli är en kräftdjursart som beskrevs av Ramadan 1938. Puerulus sewelli ingår i släktet Puerulus och familjen Palinuridae. Inga underarter finns listade i Catalogue of Life.
Arten förekommer vid kusterna av Arabiska havet från Somalia över Jemen, Oman, södra Iran, Pakistan och Indien till Sri Lanka. Den lever 180 till 1300 meter under havsytan.  Detta kräftdjur hittas på sand eller slam.
Regionalt fiskas arten. Hela populationen anses vara stor. IUCN kategoriserar arten globalt som livskraftig.